# 80a Mostra Internacional de Cinema de Venècia

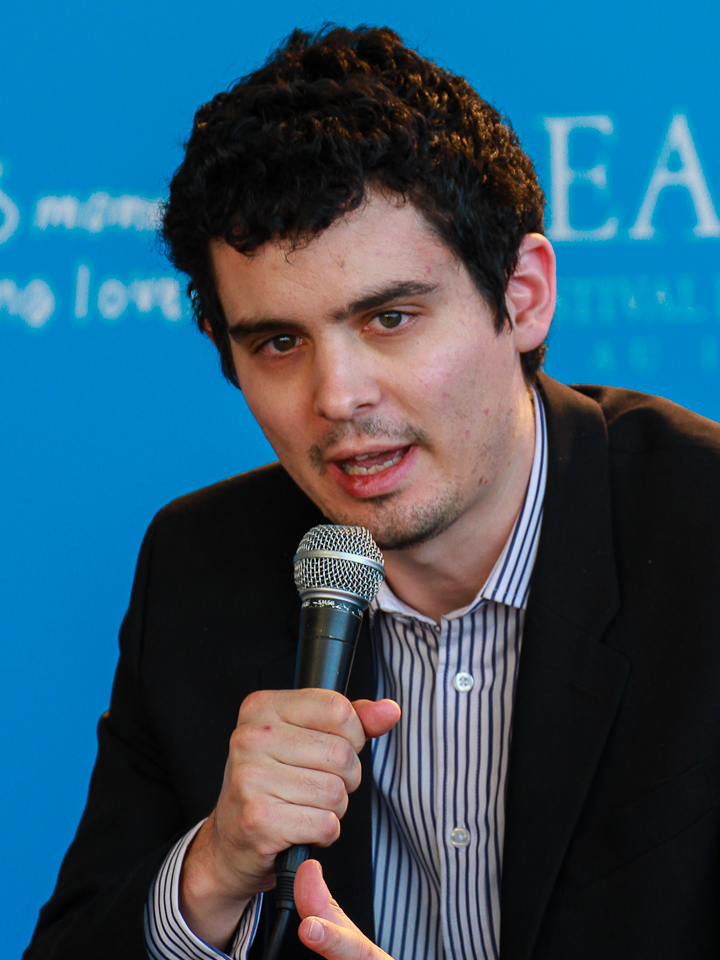
Damien Chazelle, president del jurat.

La 80a Mostra Internacional de Cinema de Venècia té lloc des del 30 d'agost fins al 9 de setembre de 2023, al Lido de Venècia, a Itàlia.
Comandante, dirigida per Edoardo De Angelis, va ser la pel·lícula inaugural del festival el 30 d'agost.Challengers de Luca Guadagnino originalment estava programat per a la seva estrena mundial com a pel·lícula d'obertura del festival, però MGM/Amazon va decidir retirar-la i endarrerir-ne el llançament a causa de la vaga SAG-AFTRA de 2023.La societat de la neu de Juan Antonio Bayona va tancar el festival el 9 de setembre.
El cineasta estatunidenc Damien Chazelle actuarà com a president del jurat de la competició principal, la cineasta francesa Alice Diop encapçalarà el jurat del Premi Luigi de Laurentis pel llargmetratge debut. El cineasta italià Jonas Carpignano encapçala el jurat de la secció Orizzonti.
Alberto Barbera, director artístic de Venècia, va reconèixer que la vaga SAG-AFTRA de 2023 podria afectar el festival si no es resolia a temps, a causa de les normes de vaga que impedeixen que tots els actors participin en qualsevol tipus d'activitats promocionals de les seves pel·lícules al festival. No obstant això, el festival va continuar amb l'assistència de menys celebritats de Hollywood de l'habitual, mentre que s'esperava un augment de títols europeus en totes les seccions. Les estrenes mundials d'alguns títols de la temporada de premis que s'espera que s'estrenin a Venècia, com ara Drive-Away-Dolls de Ethan Coen, van acabar retardades. A mesura que la vaga continuava, algunes pel·lícules estatunidenques van anunciar l'absència del repartiment a la catifa vermella de les seves estrenes mundials, com ara Bradley Cooper, director/escriptor/productor i actor de  Maestro.
La directora italiana Liliana Cavani i l'actor xinès/hongkonès Tony Leung Chiu-wai van ser guardonats amb el Lleó d'Or per la carrera durant el festival.

## Jurats

### Competició principal (Venezia 80)
- Damien Chazelle, Cineasta estatunidenc – President del jurat[7]
- Saleh Bakri, actor palestí
- Jane Campion, cineasta neozelandesa
- Mia Hansen-Løve, cineasta i actriu francesa
- Gabriele Mainetti, cineasta italià
- Martin McDonagh, cineasta i dramaturg britànic-irlandès
- Santiago Mitre, cineasta argentí
- Laura Poitras, cineasta nord-americana
- Shu Qi, actriu i model taiwanesa d'Hong Kong

### Horitzons (Orizzonti)
- Jonas Carpignano, cineasta italià - President del jurat[7]
- Kaouther Ben Hania, cineasta tunisià
- Kahlil Joseph, cineasta, director de vídeos musicals i artista de vídeo nord-americà
- Jean-Paul Salomé, cineasta francès
- Tricia Tuttle, programadora britànica i directora del BFI London Film Festival i del BFI Flare: London LGBTQI+ Film Festival

### PremiLuigi de Laurentisa la pel·lícula debut
- Alice Diop, cineasta francesa - Presidenta del jurat[7]
- Faouzi Bensaïdi, cineasta marroquí
- Laura Citarella, directora i productora argentina
- Andrea De Sica, director i guionista italià
- Chloe Domont, cineasta nord-americana

### Clàssics de Venècia
- Andrea Pallaoro, cineasta italià - President del jurat[11]

### Venècia immersiva
- Singing Chen, cineasta i compositor musical taiwanès - President del jurat[12]
- German Heller, animador i productor argentí
- Pedro Harres, director, animador, guionista i artista multimèdia brasiler

## Selecció Oficial

### En competició (Venezia 80)
Les següents pel·lícules van ser seleccionades per a la competició internacional principal:
| Títol                              | Director(s)                          | País de producció                         |
| ---------------------------------- | ------------------------------------ | ----------------------------------------- |
| Adagio                             | Stefano Sollima                      | Itàlia                                    |
| La Bête                            | Bertrand Bonello                     | França, Canada                            |
| Comandante (pel·lícula d'apertura) | Edoardo De Angelis                   | Itàlia                                    |
| Dogman                             | Luc Besson                           | França                                    |
| El Conde                           | Pablo Larraín                        | Xile                                      |
| Enea                               | Pietro Castellitto                   | Itàlia                                    |
| Evil Does Not Exist 悪は存在しない | Ryusuke Hamaguchi                    | Japó                                      |
| Ferrari                            | Michael Mann                         | Estats Units                              |
| Finalmente l'alba                  | Saverio Costanzo                     | Itàlia                                    |
| Zielona granica                    | Agnieszka Holland                    | Polònia, França, Txèquia, Bèlgica         |
| Holly                              | Fien Troch                           | Bèlgica, Països Baixos, Luxemburg, França |
| Io capitano                        | Matteo Garrone                       | Itàlia, Bèlgica                           |
| The Killer                         | David Fincher                        | Estats Units                              |
| Lubo                               | Giorgio Diritti                      | Itàlia, Suïssa                            |
| Maestro                            | Bradley Cooper                       | Estats Units                              |
| Memory                             | Michel Franco                        | Mèxic, Estats Units                       |
| Origin                             | Ava DuVernay                         | Estats Units                              |
| Hors-saison                        | Stéphane Brizé                       | França                                    |
| Poor Things                        | Yorgos Lanthimos                     | Regne Unit, Irlanda, Estats Units         |
| Priscilla                          | Sofia Coppola                        | Estats Units, Itàlia                      |
| Bastarden                          | Nikolaj Arcel                        | Dinamarca, Alemanya, Suècia               |
| Die Theorie von allem              | Timm Kröger                          | Alemanya, Àustria, Suïssa                 |
| Kobieta z...                       | Małgorzata Szumowska, Michał Englert | Polònia, Suècia                           |

Títol destacat indica el guanyador del Lleó d'Or.

### Fora de competició
Les següents pel·lícules van ser seleccionades per ser projectades fora de competició:
| Títol                                            | Director(s)                             | País de producció               |
| Ficció                                           | Ficció                                  | Ficció                          |
| ------------------------------------------------ | --------------------------------------- | ------------------------------- |
| Aggro Dr1ft                                      | Harmony Korine                          | Estats Units                    |
| The Caine Mutiny Court-Martial                   | William Friedkin                        | Estats Units                    |
| Coup de chance                                   | Woody Allen                             | França, Regne Unit              |
| Daaaaaali!                                       | Quentin Dupieux                         | França                          |
| Hit Man                                          | Richard Linklater                       | Estats Units                    |
| L'ordine del tempo                               | Liliana Cavani                          | Itàlia, Bèlgica                 |
| Making Of                                        | Cédric Kahn                             | França                          |
| Vivants                                          | Alix Delaporte                          | França, Bèlgica                 |
| The Palace                                       | Roman Polanski                          | Itàlia, Suïssa, Polònia, França |
| The Penitent - A Rational Man                    | Luca Barbareschi                        | Itàlia                          |
| La sociedad de la nieve (pel·lícula de clausura) | Juan Antonio Bayona                     | Uruguai, Espanya, Xile          |
| Snow Leopard 雪豹                                | Pema Tseden                             | R.P. de la Xina                 |
| The Wonderful Story of Henry Sugar               | Wes Anderson                            | Estats Units                    |
| No Ficció                                        |                                         |                                 |
| Amor                                             | Virginia Eleuteri Serpieri              | Itàlia, Lituània                |
| Enzo Jannacci vengo anch'io                      | Giorgio Verdelli                        | Itàlia                          |
| Frente a Guernica (Director's Cut)               | Yervant Gianikian , Angela Ricci Lucchi | Itàlia                          |
| Hollywoodgate                                    | Ibrahim Nash'at                         | Alemanya, Estats Units          |
| Menus-Plaisirs – Les Troisgros                   | Frederick Wiseman                       | França, Estats Units            |
| Ryuichi Sakamoto \| Opus                         | Neo Sora                                | Japó                            |
| Sèries                                           |                                         |                                 |
| Znam kako dišeš (episodes 1 and 2)               | Alen Drljević, Nemin Hamzagić           | Bòsnia i Hercegovina            |
| D'argent et de sang (12 episodis)                | Xavier Giannoli, Frédéric Planchon      | França                          |
| Curtmetratges                                    |                                         |                                 |
| Welcome to Paradise                              | Leonardo Di Costanzo                    | Itàlia                          |

### Projecció especial
Les següents pel·lícules van ser seleccionades per tenir una projecció especial:
| Títol                                       | Director(s)                          | País de producció |
| ------------------------------------------- | ------------------------------------ | ----------------- |
| La parte del leone: una storia della Mostra | Baptiste Etchegaray, Giuseppe Bucchi | França, Itàlia    |

### Horitzons (Orizzonti)
Les següents pel·lícules van ser seleccionades al concurs principal Orizzonti:
| Títol                     | Director(s)                       | País de producció                                        |
| ------------------------- | --------------------------------- | -------------------------------------------------------- |
| Oura el jbel              | Mohamed Ben Attia                 | Tunísia, Bèlgica, França, Itàlia, Aràbia Saudita, Qatar  |
| Сэр сэр салхи             | Lkhagvadulam Purev-Ochir          | França, Mònaco, Portugal, Països Baixos, Alemanya, Qatar |
| Yurt                      | Nehir Tuna                        | Turquia, Alemanya, França                                |
| El paraíso                |                                   | Itàlia                                                   |
| Una sterminata domenica   | Alain Parroni                     | Itàlia, Alemanya, Irlanda                                |
| Magyarázat mindenre       | Gabor Reisz                       | Hongria, Eslovàquia                                      |
| The Featherweight         | Robert Kolodny                    | Estats Units                                             |
| En attendant la nuit      | Céline Rouzet                     | França, Bèlgica                                          |
| Gasoline Rainbow          | Bill Ross, Turner Ross            | Estats Units                                             |
| Sem Coração               | Nara Normande, Tião               | Brasil, França, Itàlia                                   |
| Tereddüt çİzgİsİ          | Selman Nacar                      | Turquia, Espanya, Romania, França                        |
| Domakinstvo za pocetnici' | Goran Stolevski                   | Macedònia del Nord, Polònia, Croàcia, Sèrbia, Kosovo     |
| Invelle                   | Simone Massi                      | Itàlia, Suïssa                                           |
| Paradiset brinner         | Mika Gustafson                    | Suècia, Itàlia, Dinamarca, Finlàndia                     |
| The Red Suitcase          | Fidel Devkota                     | Nepal, Sri Lanka                                         |
| Shadow of Fire ほかげ     | Shinya Tsukamoto                  | Japó                                                     |
| Tatami                    | Guy Nattiv, Zar Amir Ebrahimi     | Israel, Regne Unit, Geòrgia, Estats Units                |
| A cielo abierto           | Mariana Arriaga, Santiago Arriaga | Mèxic, Espanya                                           |

Títol destacat indica el guanyador del premi Orizzonti.

### Horitzons Extra (Orizzonti Extra)
Les següents pel·lícules van ser seleccionades a la secció Orizzonti Extra:
| Títol                             | Director(s)        | País de producció                       |
| --------------------------------- | ------------------ | --------------------------------------- |
| Day of the Fight                  | Jack Huston        | Estats Units                            |
| L'homme d'Argile                  | Anaïs Tellenne     | França                                  |
| Felicità                          | Micaela Ramazzotti | Itàlia                                  |
| Назавжди-Назавжди                 | Anna Buryachkova   | Ucraïna, Països Baixos                  |
| In the Land of Saints and Sinners | Robert Lorenz      | Irlanda                                 |
| Pet Shop Days                     | Olmo Schnabel      | Estats Units, Itàlia, Regne Unit, Mèxic |
| Bota jonë                         | Luàna Bajrami      | Kosovo, França                          |
| El rapto                          |                    | Argentina, Estats Units                 |
| Stolen                            | Karan Tejpal       | Índia                                   |

Títol destacat indica el guanyador del premi Orizzonti Extra.

### Clàssics de Venècia
Venice Classics és la secció que des de l'any 2012 presenta en estrena mundial al Festival de Cinema de Venècia una selecció de les millors restauracions de clàssics del cinema realitzades durant l'últim any per arxius cinematogràfics, institucions culturals i productores d'arreu del món. La secció sol presentar també una selecció de documentals sobre cinema. El director i guionista Andrea Pallaoro presidirà un jurat d'estudiants de cinema que atorgarà els premis dels clàssics de Venècia dels respectius concursos a la Millor pel·lícula restaurada i al Millor documental sobre cinema. El jurat presidit estarà format per 24 estudiants, cadascun d'ells recomanat per professors d'estudis cinematogràfics de diverses universitats italianes. Les següents pel·lícules van ser seleccionades a la secció Clàssics de Venècia:
| Títol                                                          | Director(s)                                    | País de producció                              |                                                |
| Pel·lícules restaurades – Competició principal                 | Pel·lícules restaurades – Competició principal | Pel·lícules restaurades – Competició principal | Pel·lícules restaurades – Competició principal |
| -------------------------------------------------------------- | ---------------------------------------------- | ---------------------------------------------- | ---------------------------------------------- |
| Andrei Rublev – Director's Cut (1966) Андрей Рублёв            | Andrei Tarkovski                               | Unió Soviètica                                 |                                                |
| Bellissima (1951)                                              | Luchino Visconti                               | Itàlia                                         |                                                |
| Bugis Street (1995) 妖街皇后                                   | Yonfan                                         | Hong Kong                                      |                                                |
| Les Créatures (1966)                                           | Agnès Varda                                    | França                                         |                                                |
| Days of Heaven (1978)                                          | Terrence Malick                                | Estats Units                                   |                                                |
| Profundo carmesí – versió del director (1996)                  | Arturo Ripstein                                | Mèxic, Espanya, França                         |                                                |
| L'exorcista (1973)                                             | William Friedkin                               | Estats Units                                   |                                                |
| Harmonica سازدهنی (1973)                                       | Amir Naderi                                    | Iran                                           |                                                |
| La caza (1966)                                                 | Carlos Saura                                   | Espanya                                        |                                                |
| Ultimo mondo cannibale (1977)                                  | Ruggero Deodato                                | Itàlia                                         |                                                |
| King & Country (1964)                                          | Joseph Losey                                   | Regne Unit                                     |                                                |
| Slike iz života udarnika (1972)                                | Bahrudin Bato Čengic                           | Iugoslàvia                                     |                                                |
| Ohikkoshi お引越し (1993)                                      | Shinji Sōmai                                   | Japó                                           |                                                |
| One from the Heart: Director's Cut (1982)                      | Francis Ford Coppola                           | Estats Units                                   |                                                |
| Rebecca of Sunnybrook Farm (1938)                              | Allan Dwan                                     | Estats Units                                   |                                                |
| Tini zabutykh predkiv Тіні забутих предків (1965)              | Serguei Parajanov                              | Unió Soviètica                                 |                                                |
| Chichi ariki 父ありき (1942)                                   | Yasujirō Ozu                                   | Japó                                           |                                                |
| La provinciana (1953)                                          | Mario Soldati                                  | Itàlia                                         |                                                |
| The Working Girls (1974)                                       | Stephanie Rothman                              | Estats Units                                   |                                                |
| Pel·lícules restaurades – Fora de competició                   |                                                |                                                |                                                |
| Portrait of Gina (1958)                                        | Orson Welles                                   | Estats Units, Itàlia                           |                                                |
| Documentals sobre cinema                                       |                                                |                                                |                                                |
| Bill Douglas: My Best Friend                                   | Jack Archer                                    | Regne Unit                                     |                                                |
| Dario Argento: Panico                                          | Simone Scafidi                                 | Regne Unit                                     |                                                |
| Le Film Pro-Nazi d’Hitchcock                                   | Daphné Baiwir                                  | França                                         |                                                |
| Frank Capra: Mr. America                                       | Matthew Wells                                  | Regne Unit                                     |                                                |
| Ken Jacobs: From Orchard Street to the Museum of Modern Art    | Fred Riedel                                    | Estats Units                                   |                                                |
| Landrián                                                       | Ernesto Daranas                                | Cuba, Espanya                                  |                                                |
| Michel Gondry: Do It Yourself                                  | François Nemeta                                | França                                         |                                                |
| Thank You Very Much                                            | Alex Bravermen                                 | Estats Units                                   |                                                |
| Un’altra Italia era possibile: il cinema di Giuseppe De Santis | Stefano Della Casa                             | Itàlia                                         |                                                |

Títol destacat indica el guanyador del premi al documental de cinema.

### Venècia immersiva
El Venice Immersive està totalment dedicat als mitjans immersius i inclou tots els mitjans d'expressió creativa XR, des de vídeos de 360° fins a obres XR de qualsevol durada, incloses instal·lacions i mons virtuals. Els projectes següents van ser seleccionats per a la secció XR - Extended Reality de la Biennal de Venècia:
| Títol                                                | Director(s)                                   | País de producció                    |               |
| En Competició                                        | En Competició                                 | En Competició                        | En Competició |
| ---------------------------------------------------- | --------------------------------------------- | ------------------------------------ | ------------- |
| Body of Mine                                         | Cameron Kostopoulos                           | Estats Units                         |               |
| Chen Xiang VR                                        | Liu Yuejun, Wu Nanni, Shi Tao, Xu Jingqiu     | R.P. de la Xina                      |               |
| Comfortless                                          | Gina Kim                                      | Corea del Sud, Estats Units          |               |
| Complex 7                                            | Fins                                          | Estats Units                         |               |
| Empereur                                             | Marion Burguer, Ilan Cohen                    | França, Alemanya                     |               |
| Finalmente Eu                                        | Marcio Sal                                    | Brasil                               |               |
| Floating with Spirits                                | Juanita Onzaga                                | Bèlgica, Luxemburg, Països Baixos    |               |
| Flow                                                 | Adriaan Lokman                                | Països Baixos, França                |               |
| Frequency 周波数                                     | Ellie Omiya                                   | Japó                                 |               |
| Gargolye Doyle                                       | Ethan Shaftel                                 | Estats Units, Argentina, Àustria     |               |
| Home                                                 | Temsuyanger Longkumer                         | Regne Unit                           |               |
| Horse Canyon                                         | Nprowler                                      | Canadà                               |               |
| The Imaginary Friend                                 | Steye Hallema                                 | Països Baixos, Bèlgica, França       |               |
| Jim Henson's the Storyteller: The Seven Ravens       | Paul Raphaël, Félix Lajeunesse                | Canadà, Estats Units                 |               |
| Letters from Drancy                                  | Darren Emerson                                | Estats Units, Regne Unit             |               |
| My Name is O90                                       | Siyeon Kim                                    | Corea del Sud                        |               |
| Oneroom-Babel                                        | Sanghee Lee                                   | Corea del Sud                        |               |
| Pepitos: The Beak Saga                               | Ruxandra Gabriela Popescu                     | Regne Unit, Estats Units             |               |
| Perennials                                           | Zoe Roellin                                   | Estats Units                         |               |
| Peupler                                              | Maya Mouawad, Cyril Laurier                   | França, Líban                        |               |
| Remember this Place: 31°20’46’’N 34°46’46’’E         | Patricia Echeverria Liras                     | Palestina, Qatar, Espanya            |               |
| Sen                                                  | Keisuke Itoh                                  | Japó                                 |               |
| Shadowtime                                           | Sister Sylvester, Deniz Tortum                | Països Baixos, Estats Units, Turquia |               |
| Songs for a Passerby                                 | Celine Daemen                                 | Països Baixos                        |               |
| Spots of Light                                       | Adam Weingrod                                 | Israel, Canadà                       |               |
| Tulpamancer                                          | Marc da Costa, Matthew Niederhauser           | Estats Units                         |               |
| Aufwind                                              | Florian Siebert                               | Alemanya                             |               |
| Wallace & Gromit in the Grand Getaway                | Finbar Hawkins, Bram Ttwheam, Lawrence Benett | França, Regne Unit                   |               |
| Best of Immersive - Fora de competició               |                                               |                                      |               |
| Another Fisherman's Tale                             | Alexis Moroz, Balthazar Auxietre              | França                               |               |
| Consensus Gentium                                    | Karen Palmer                                  | Regne Unit, Estats Units             |               |
| David Attenbourough's Conquest of the Skies          | Lewis Ball                                    | Regne Unit, Estats Units             |               |
| The First Ingredient: Tales From Soda Island – CH. 7 | Simone Fougnier                               | Estats Units                         |               |
| Forager                                              | WIinslow Porter, Elie Zananiri                | Estats Units                         |               |
| Gaudi, l'atelier du divin                            | Stéphane Landowski, Gaël Cabouat              | França, Japó                         |               |
| Over the Rainbow                                     | Craig Quintero                                | Taiwan                               |               |
| Pixel Ripped 1978                                    | Ana Ribeiro                                   | Estats Units                         |               |
| Space Explorers: Blue Marble – Orbit 1               | Paul Raphaël, Félix Lajeunesse                | Canadà                               |               |
| The Utility Room                                     | Lionel Marsden                                | Regne Unit                           |               |
| Biennale College Cinema VR – Fora de competició      |                                               |                                      |               |
| First Day                                            | Valeriy Korshunov                             | Ucraïna                              |               |
| Human Violins - Prelude                              | Ioana Mischie                                 | Romania, França                      |               |
| Origen                                               | Emilia Sánchez Chiquetti                      | Brasil                               |               |
| Queer Utopia: Act I Cruising                         | Lui Avallos                                   | Portugal, Brasil                     |               |
| Tales of the March                                   | Stefano Casertano                             | Alemanya, Itàlia                     |               |
| A Vocal Landscape                                    | Omid Zarei, Anne Jeppesen                     | Dinamarca, Estats Units              |               |

Títol destacat indica el guanyador del premi.

### Final Cut in Venice
Final Cut in Venice és el programa del festival que ofereix des de l'any 2013 suport en la realització de pel·lícules de països d'Àfrica i Orient Mitjà. Les set següents pel·lícules en procés han estat seleccionades per a l'11a edició de Final Cut a Venice:
| Original Title                             | Director(s)                                                | País de producció                                                            |
| Ficció                                     | Ficció                                                     | Ficció                                                                       |
| ------------------------------------------ | ---------------------------------------------------------- | ---------------------------------------------------------------------------- |
| Allah n'est pas obligé                     | Zaven Najjar                                               | França, Luxemburg, Bèlgica, Aràbia Saudita, Canadà, Eslovàquia, Estats Units |
| Carissa                                    | Jason Jacobs i Devon Delmar                                | Sud-àfrica                                                                   |
| Happy Holidays                             | Scandar Copti                                              | Palestina, Alemanya, França, Qatar, Itàlia                                   |
| La Vie est un chemin de fer                | Kevin Mavakala, Manassé Kashala, Tousmy Kilo, Isaac Sahani | R.D. del Congo, França, Alemanya                                             |
| Documental                                 |                                                            |                                                                              |
| Soudan retiens les chants qui s'effondrent | Hind Meddeb                                                | França, Tunísia                                                              |
| She Was Not Alone                          | Hussein Al-Asadi                                           | Iraq, Aràbia Saudita                                                         |
| Zion Music                                 | Rama Thiaw                                                 | Senegal, Costa d'Ivori, Alemanya                                             |

## Seccions independents

### Setmana Internacional de la Crítica de Venècia (38. Settimana Internazionale della Critica)
Els títols a concurs competiran pel Gran Premi de 5.000 € i el Premi del Públic de 3.000 €. El comitè de selecció està dirigit per la delegada general Beatrice Fiorentino amb membres com Enrico Azzano, Chiara Borroni, Ilaria Feole i Federico Pedroni. Les següents pel·lícules van ser seleccionades per a les seccions de la Setmana Internacional de la Crítica:
| Títol                                                | Director(s)                                        | País de producció      |
| En competició                                        | En competició                                      | En competició          |
| ---------------------------------------------------- | -------------------------------------------------- | ---------------------- |
| About Last Year                                      | Dunja Lavecchia, Beatrice Surano, Morena Terranova | Itàlia                 |
| Hoard                                                | Luna Carmoon                                       | Regne Unit             |
| Life Is Not a Competition, But I'm Winning           | Julia Fuhr Mann                                    | Alemanya               |
| Love Is a Gun 愛是一把槍                             | Lee Hong-chi                                       | Hong Kong, Taiwan      |
| Malqueridas                                          | Tana Gilbert                                       | Xile, Alemanya         |
| Sky Peals                                            | Moin Hussain                                       | Regne Unit             |
| Le Vourdalak                                         | Adrien Beau                                        | França                 |
| Projeccions especials                                |                                                    |                        |
| Dieu est une femme (pel·lícula d'apertura)           | Andres Peyrot                                      | França, Suïssa, Panamà |
| Vermines (pel·lícula de clausura)                    | Sébastien Vaniček                                  | França                 |
| Passione critica                                     | Simone Isola, Franco Montini, Patrizia Pistagnesi  | Itàlia                 |
| SIC@SIC Short Italian Cinema                         |                                                    |                        |
| De l'amour perdu                                     | Lorenzo Quagliozzi                                 | Itàlia                 |
| Foto di gruppo                                       | Tommaso Frangini                                   | Itàlia                 |
| It Isn't So                                          | Fabrizio Paterniti Martello                        | Itàlia                 |
| La linea del terminatore                             | Gabriele Biasi                                     | Itàlia                 |
| cLas memorias perdidas de los árboles                | Antonio La Camera                                  | Itàlia, Espanya        |
| Pinoquo                                              | Federico Demattè                                   | Itàlia                 |
| We Should All Be Futurists                           | Angela Norelli                                     | Itàlia                 |
| SIC@SIC Short Italian Cinema – Projeccions especials |                                                    |                        |
| Incontro di notte (curtmetratge d’apertura)          | Liliana Cavani                                     | Itàlia                 |
| Tilipirche (curtmetratge de clausura)                | Francesco Piras                                    | Itàlia                 |

### Giornate degli Autori
El cartell inclou 10 pel·lícules en competició, set esdeveniments especials, vuit títols de "Notti veneziane" així com un esdeveniment especial d'un dia dedicat a Vallée i el cinema del Quebec. Les següents pel·lícules van ser seleccionades a les seccions Giornate degli Autori:
| Títol                                                                                                  | Director(s)                         | País de producció                                                |
| En competició                                                                                          | En competició                       | En competició                                                    |
| --- | ----------------------------------- | ---------------------------------------------------------------- |
| Backstage                                                                                              | Afef Ben Mahmoud, Khalil Benkirane  | Marroc, Tunísia, Bèlgica, França, Qatar, Noruega, Aràbia Saudita |
| Sobre todo de noche                                                                                    | Víctor Iriarte                      | Espanya, Portugal, França                                        |
| Following the Sound 彼方のうた                                                                         | Kyoshi Sugita 杉田協士              | Japó                                                             |
| Vampire humaniste cherche suicidaire consentant                                                        | Ariane Louis-Seize                  | Canadà                                                           |
| Melk                                                                                                   | Stefanie Kolk                       | Països Baixos                                                    |
| Los océanos son los verdaderos continentes                                                             | Tommaso Santambrogio                | Itàlia                                                           |
| Sidonie au Japon                                                                                       | Élise Girard                        | França, Alemanya, Japó, Suïssa                                   |
| Snow in Midsummer 五月雪                                                                               | Chong Keat Aun                      | Malàisia, Taiwan, Singapur                                       |
| Το Καλοκαίρι της Κάρμεν                                                                                | Zacharias Mavroeidis                | Grècia                                                           |
| Quitter la nuit                                                                                        | Delphine Girard                     | Bèlgica, Canadà, França                                          |
| Fora de competició                                                                                     |                                     |                                                                  |
| Coup! (pel·lícula de clausura)                                                                         | Austin Stark, Joseph Schuman        | Estats Units                                                     |
| Esdeveniments especials                                                                                |                                     |                                                                  |
| 21 Days Until the End of the World                                                                     | Teona Strugar Mitevska              | Macedònia del Nord                                               |
| Bye Bye Tiberias                                                                                       | Lina Soualem                        | França, Palestina, Bèlgica, Qatar                                |
| L'Expérience Zola                                                                                      | Gianluca Matarrese                  | França, Itàlia                                                   |
| Photophobia                                                                                            | Ivan Ostrochovský, Pavol Pekarčík   | Eslovènia, Txèquia, Ucraïna                                      |
| L'avamposto                                                                                            | Edoardo Morabito                    | Itàlia, Brasil                                                   |
| The Sun Will Rise آفتاب می‌شود                                                                          | Ayat Najafi                         | Iran, França                                                     |
| This Is How a Child Becomes a Poet                                                                     | Céline Sciamma                      | Itàlia, França                                                   |
| Miu Miu Women's Tales                                                                                  |                                     |                                                                  |
| #25 Eye Two Times Mouth                                                                                | Lila Avilés                         | Mèxic                                                            |
| #26 Stane                                                                                              | Antoneta Alamat Kusijanović         | Croàcia                                                          |
| Notti veneziane                                                                                        |                                     |                                                                  |
| Casablanca                                                                                             | Adriano Valerio                     | França, Itàlia                                                   |
| Semidei                                                                                                | Fabio Mollo, Alessandra Cataleta    | Itàlia                                                           |
| Frammenti di un percorso amoroso                                                                       | Chloé Barreau                       | Itàlia                                                           |
| L'invenzione della neve                                                                                | Vittorio Moroni                     | Itàlia                                                           |
| Le Mie Poesie Non Cambieranno Il Mondo                                                                 | Annalena Benini i Francesco Piccolo | Itàlia                                                           |
| Con la grazia di un Dio                                                                                | Alessandro Roja                     | Itàlia                                                           |
| Notti veneziane – Projeccions especials                                                                |                                     |                                                                  |
| Nina dei lupi                                                                                          | Antonio Pisu                        | Itàlia                                                           |
| Notti veneziane – Diàlegs amb auteurs                                                                  |                                     |                                                                  |
| Parola ai giovani                                                                                      | Angelo Bozzolini                    | Itàlia                                                           |
| Il popolo delle donne                                                                                  | Yuri Ancarani                       | Itàlia                                                           |
| Italo Calvino, lo scrittore sugli alberi                                                               | Duccio Chiarini                     | Itàlia, França                                                   |
| Notti veneziane – Tribut s Jean-Marc Vallée en col·laboració amb SODEC i la Delegació de Quebec a Roma |                                     |                                                                  |
| C.R.A.Z.Y. (2005)                                                                                      | Jean-Marc Vallée                    | Canadà                                                           |

## Premis oficials

### Competició principal (Venezia 80)
- Lleó d'Or: Poor Things de Yorgos Lanthimos
- Gran Premi del Jurat: Aku wa sonzai shinai de Ryusuke Hamaguchi
- Premi Especial del Jurat: Zielona granica d’Agnieszka Holland
- Lleó d'Argent: Matteo Garrone per Io capitano
- Copa Volpi per la millor interpretació femenina: Cailee Spaeny per Priscilla
- Copa Volpi per la millor interpretació masculina: Peter Sarsgaard per Memory
- Osella d'Or al millor guió: Guillermo Calderón i Pablo Larraín per El conde
- Premi Marcello Mastroianni: Seydou Sarr per Io capitano

### Lleó d'Or per la carrera
- Liliana Cavani[10]
- Tony Leung Chiu-wai

### Horitzons (Orizzonti)
- Millor pel·lícula: Magyarázat mindenre de Gabor Reisz
- Millor director: Mika Gustafson per Paradiset brinner
- Premi Especial del Jurat: Una sterminata domenica d’Alain Parroni
- Millor actriu: Margarita Rosa de Francisco per El paraíso
- Millor actor: Tergel Bold-Erdene per Ser ser salhi
- Millor guió: El paraíso d’Enrico Maria Artale
- Millor curtmetratge: A Short Trip d’Erenik Beqiri

### Horitzons Extra (Orizzonti Extra)
- Premi del públic: Felicità de Micaela Ramazzotti

### Lleó del futur
- Premi Luigi De Laurentis a la millor pel·lícula de debut: Ài shì yī bǎ qiāng de Lee Hong-chi

### Venezia Classici
- Millor documental de cinema: Thank You Very Much d’Alex Bravermen
- Millor pel·lícula restaurada: Ohikkoshi de Shinji Sōmai

### Venice Immersive
- Gran premi: Songs for a Passerby de Celine Daemen
- Premi Especial del Jurat: Flow de Adriaan Lokman
- Achievement Prize: Empereur de Marion Burguer, Ilan Cohen

### Final Cut in Venice
- Carissa de Jason Jacobs, Devon Delmar[21]

- Premi “Coup de cœur de la Cinémathèque Afrique”: Carissa de Jason Jacobs, Devon Delmar

- Premi El Gouna Film Festival: Soudan retiens les chants qui s'effondrent de Hind Meddeb

- Premi Eye on Films: She Was Not Alone de Hussein Al-Asadi

- Premi Festival International du Film d’Amiens: She Was Not Alone de Hussein Al-Asadi

- Premi Festival International de Films de Fribourg: Carissa de Jason Jacobs, Devon Delmar

- Premi Laser Film: Happy Holidays de Scandar Copti

- Premi MAD Solutions: Soudan retiens les chants qui s'effondrent de Hind Meddeb

- Premi a la postproducció Organisation Internationale de la Francophonie (OIF – ACP – EU): Life is A Railroad de Kevin Mavakala, Manassé Kashala, Isaac Sahani, Tousmy Kilo

- Premi Oticons: She Was Not Alone de Hussein Al-Asadi

## Premis de les seccions independents
Els següents premis col·laterals es van atorgar a pel·lícules de les seccions autònomes:

### Setmana Internacional de la Crítica de Venècia
- Gran Premi: Malqueridas de Tana Gilbert
  - Menció especial del Jurat:
    - Saura Lightfoot Leon a Hoard
    - Ariane Labed a Le Vourdalak
- Premi del públic del club de cinema: Hoard de Luna Carmoon
- Premi Club de Cinema de Verona: Hoard de Luna Carmoon
- Mario Serandrei: Malqueridas de Tana Gilbert
- Millor curtmetratge: Las Memorias Perdidas de los Arboles d'Antonio La Camera
- Millor director: La linea del terminatore de Gabriele Biasi
- Millor aportació tècnica: Malqueridas de Tana Gilbert

### Giornate degli Autori
- Premi Europa Cinemas Label: Photophobia d'Ivan Ostrochovský, Pavol Pekarčík
- Premi del director de GdA: Vampire humaniste cherche suicidaire consentant d’Ariane Louis-Seize
- Premi People Choice's: Through the Night de Delphine Girard
- Premi Music Supervision Oticons: Life is A Railroad de Kevin Mavakala, Manassé Kashala, Isaac Sahani, Tousmy Kilo

- Premi Rai Cinema: Soudan retiens les chants qui s'effondrent de Hind Meddeb

- Premi Red Sea Fund of the Red Sea International Film Festival: Soudan retiens les chants qui s'effondrent de Hind Meddeb

- Premi Sub-Ti Ltd: She Was Not Alone de Hussein Al-Asadi

- Premi Sub-Ti Access Srl: She Was Not Alone de Hussein Al-Asadi

- Premi TitraFilm: Soudan retiens les chants qui s'effondrent de Hind Meddeb

- Premi Studio A Fabrica: Happy Holidays de Scandar Copti

## Premis Independents

### Lleó Queer
- Housekeeping for Beginners de Goran Stolevski

### Premi ARCA CinemaGiovani
- Millor pel·lícula de Venezia 80: Zielona granica de Agnieszka Holland
- Millor pel·lícula italiana de Venècia: El Paraíso d’Enrico Maria Artale

### Premi Authors Under 40
- Millor direcció i guió: Luna Carmoon per Hoard
- Millor guió: Mika Gustafson per Paradiset brinner
  - Menció especial: Ariane Louis-Seize i Chrisine Doyon per Vampire humaniste cherche suicidaire consentant
  - Menció especial al millor muntatge: Javira Velozo i Tana Gilbert per Malqueridas

### Premi Brain
- Tatami de Guy Nattiv i Zar Amir Ebrahimi

### Casa Wabi - Premi Mantarraya
- Al guanyador del premi Lleó del Futur

### CICT - Premi Enrico Fulchignoni de la UNESCO
- Io capitano de Matteo Garrone

### Premi Cinema i Arts
- Musa d'Or': Backstage d’Afef Ben Mahmoud i Khalil Benkirane
- Musa d'Or': Making Of de Cédric Kahn
  - Menció especial dedicada a un artista multidisciplinari': Chong Keat Aun per Snow in Midsummer 五月雪

### Premi CinemaSarà
- Zielona granica de Agnieszka Holland
  - Menció Especial: Aku wa sonzai shinai de Ryusuke Hamaguchi

### Premi Civitas
- Io capitano de Matteo Garrone

### Premi Edipo Re
- Io capitano de Matteo Garrone
- Premi del Jurat Jove Ca' Foscari: Aku wa sonzai shinai de Ryusuke Hamaguchi

### Premi Fondazione Fai Persona Lavoro Ambiente
- Aku wa sonzai shinai de Ryusuke Hamaguchi
  - Menció Especial: Making Of de Cédric Kahn (tractament de temes relacionats amb el treball)
  - Menció Especial: The Red Suitcase de Fidel Devkota (tractament de temes relacionats amb el treball)
  - Menció Especial: Housekeeping for Beginners de Goran Stolevski (tractament de qüestions relacionades amb l'entorn social)

### Premi Fanheart3
- Graffetta d'Oro a la millor pel·lícula: Dogman de Luc Besson
- Nave d'Argento al millor OTP: Characters Sasha i Paul a Vampire humaniste cherche suicidaire consentant d’Ariane Louis-Seize
- XR Fan Experience: Gargoyle Doyle d’Ethan Shaftel
  - XR Menció Especial: Pixel Ripped 1978 d’Ana Ribeiro

### Premi FEDIC
- Io capitano de Matteo Garrone
  - Menció Especial al millor llargmetratge: Anna de Marco Amenta
  - Menció Especial al millor curtmetratge: We Should All Be Futurists d’Angela Norelli
  - Premi Especial del Jurat: Passione Critica de Simone Isola, Franco Montini, Patrizia Pistagnesi

### Premi FIPRESCI
- Millor pel·lícula (competició principal): Aku wa sonzai shinai de Ryusuke Hamaguchi
- Millor pel·lícula (altres seccions): An Endless Sunday d’Alain Parroni

### Premi Francesco Pasinetti
- Io capitano de Matteo Garrone

### Premi Green Drop
- Zielona granica d’Agnieszka Holland (ex-aequo)
- Io capitano de Matteo Garrone (ex-aequo)

### Premi ImpACT
- Io capitano de Matteo Garrone

### Premi Lanterna Magica
- Io capitano de Matteo Garrone

### Premi Leoncino d'Oro
- Io capitano de Matteo Garrone
  - Cinema per UNICEF: Zielona granica d’Agnieszka Holland

### Premi Lizzani
- Nowhere de Simone Massi

### Premi NUOVOIMAIE Talent
- Millor nou jove actor: Gianmarco Franchini per Adagio
- Millor nova jove actriu: Sara Ciocca per Nina of the Wolves

### Premi La Pellicola d'Oro
- Millor director de producció: Claudia Cravotta per Io capitano
- Millor operador de càmera: Massimiliano Kuveiller per Finalmente l'alba
- Millor escenògrafa: Simona Balducci per Comandante

### Premi SIGNIS
- Io capitano de Matteo Garrone
  - Menció especial: Bastarden de Nikolaj Arcel

### "Premi Sorriso Diverso Venezia" XI Edició
- Millor pel·lícula italiana: The Penitent - A Rational Man de Luca Barbareschi
- Millor pel·lícula estrangera: Zielona granica de Agnieszka Holland

### Premi Soundtrack Stars
- Millor banda sonora: Io capitano, banda sonora de Andrea Farri
  - Menció Especial: The Killer, banda sonora de Trent Reznor i Atticus Ross
  - Premi especial: Adagio, banda sonora de Subsonica

### Premi UNIMED
- Millor pel·lícula: Poor Things de Yorgos Lanthimos
- Premi a la Diversitat Cultural: Zielona granica d’Agnieszka Holland